# Neil Shipperley
Neil Jason Shipperley, couramment appelé Neil Shipperley, est un footballeur puis entraîneur anglais, né le 30 octobre 1974 à Chatham, Angleterre. Évoluant au poste d'avant-centre, il est principalement connu pour ses saisons à Chelsea, Southampton, Crystal Palace, Nottingham Forest, Barnsley, Wimbledon et Sheffield United ainsi que pour avoir été sélectionné en Angleterre espoirs.

## Biographie

### Carrière de joueur
Natif de Chatham, il grandit à Hillingdon, dans la banlieue ouest de Londres. Son père, Dave Shipperley (en), est un ancien footballeur professionnel qui a joué défenseur central à Charlton Athletic, Plymouth Argyle, Gillingham et Reading. Neil Shipperley commence sa carrière à Chelsea, s'y engageant comme stagiaire en 1991, après avoir quitté l'école. Il fait ses débuts en équipe première lors de la saison 1992-1993 pendant laquelle il joue à trois occasions pour un but marqué.
La saison suivante est pour lui l'occasion de s'affirmer, jouant 24 matches et inscrivant 4 buts, même s'il ne participe pas à la finale de la FA Cup 1994, perdue 0-4 contre Manchester United.
Toutefois, la saison 1994-1995 est décevante pour lui : il ne parvient pas à s'imposer et ne joue que 10 matches pour 2 buts inscrits. La concurrence est alors très forte dans l'attaque des Blues avec Mark Stein (en), Paul Furlong (en) et John Spencer. Il est alors prêté à Watford pendant l'automne 1994 et, finalement, peu après son retour de prêt, transféré à Southampton.
Il s'engage pour les Saints le 6 janvier 1995, signé par Alan Ball pour un montant record à l'époque de 1 250 000£. Lors de cette première demi-saison à Southampton, il réalise des statistiques très honnêtes de 4 buts pour 19 matches.
Le départ d'Alan Ball pour Manchester City en 1995 ne remet pas en cause le statut de Shipperley comme titulaire. Sous la direction de David Merrington (en), il ne manque même qu'un seul match de championnat lors de la saison 1995-1996, saison qu'il termine co-meilleur buteur du club avec sept réalisations en championnat. 
Avec le départ de David Merrington (en), qui a démissionné de son poste pour être auprès de sa femme qui vivait ses derniers moments de combat contre la maladie, et l'arrivée de Graeme Souness, Shipperley sent qu'il n'est plus le choix n°1, d'autant plus avec le recrutement d'Egil Østenstad. Il quitte donc Southampton pour Crystal Palace, lors d'un transfert d'un montant de 1 000 000£. 
Palace joue alors en Division One mais est l'un des favoris pour la montée, et avec l'aide de Shipperley, ils obtiennent la promotion à la suite de la saison 1996-97. La saison suivante en Premier League les verra faire l'ascenseur avec une relégation à l'issue de la saison.
Après deux ans, il rejoint alors Nottingham Forest qui vient d'obtenir aussi la promotion en Premier League, mais qui connaîtra le même sort avec une relégation à l'issue du Championnat d'Angleterre de football 1998-1999.
Il rejoint alors Barnsley où il reste deux saisons avant de s'engager pour Wimbledon où il forme un duo redoutable et très prolifique avec David Connolly à la pointe de l'attaque. Malheureusement, le club de Wimbledon est placé en faillite. 
Shipperley choisit alors de retourner à Crystal Palace, ce qui lui permet de continuer de jouer au Selhurst Park, stade que Wimbledon et Palace partageaient depuis quelque temps.
Il devient le capitaine de Palace lors de la saison 2003-2004, qui se termine par la promotion en Premier League, marquant des buts décisifs lors des play-offs de promotion, contre Sunderland en demi-finale et contre West Ham United en finale.
Néanmoins, lors de la saison 2004-2005, il ne joue que peu, Andy Johnson lui étant souvent préféré, et la saison se termine par une relégation pour Palace. Il s'engage alors pour Sheffield United lors d'un transfert gratuit, en juillet 2005. 
Avec les Blades qui jouent alors en Championship, il parvient de nouveau à obtenir la promotion en Premier League. Toutefois, sa saison 2006-2007 est gâchée par de multiples blessures et il se retrouve placé sur la liste des transferts en décembre 2006.
Le 15 janvier 2007, il est libéré de son contrat avec Sheffield United et le 23 janvier 2007, il s'engage pour quatre mois avec Brentford et le 25 avril 2007, il annonce qu'il prend sa retraite.

### Carrière internationale
De 1993 à 1995, alors qu'il joue pour Chelsea puis Southampton, il reçoit sept sélections en Angleterre espoirs pour trois buts inscrits.

### Carrière d'entraîneur
Le 20 mai 2009, il devient l'entraîneur du club non league de Bedfont (en). Pendant l'été 2010, il les quitte pour prendre en Walton Casuals (en) qui joue en Isthmian Football League, qu'il quittera en octobre 2011.
Le 26 décembre 2011, il prend la succession de Steve Ringrose à la tête de North Greenford United (en) qui joue en Southern Football League. Il démissionne de son poste en mai 2012 dans l'espoir de décrocher un poste à plus haut niveau. Mais en octobre 2012, il retrouve ce même poste, après le départ de Jon-Barrie Bates. Lors de la saison 2012-2013, il fait même une apparition comme joueur lors du tout dernier match contre Leighton Town (en). Il quittera ensuite de nouveau ce poste en février 2014, démissionnant à la suite d'une défaite 1-4 contre Dunstable Town (en).